# Ortoedro
Um ortoedro ou cubóide é um paralelepípedo ortogonal, ou seja, cujas faces formam entre si ângulos diedros retos. Os ortoedros são prismas retangulares retos, e também são chamados paralelepípedos retangulares. Vulgarmente são denominados caixas. As faces opostas de um ortoedro são iguais entre si.
O cubo é um caso especial de ortoedro, no qual todas as faces são quadradas.